# Eugène Besse
Eugène Marc Antoine Besse (* 17. November 1881 in Paris; † 20. Februar 1919 ebenda) war ein französischer Marathonläufer.
Bei den Olympischen Spielen 1900 in Paris wurde er Vierter in 4:00:43 h.